# 锁匠纪念碑
43°41′54.93″N 7°16′37.17″E / 43.6985917°N 7.2769917°E

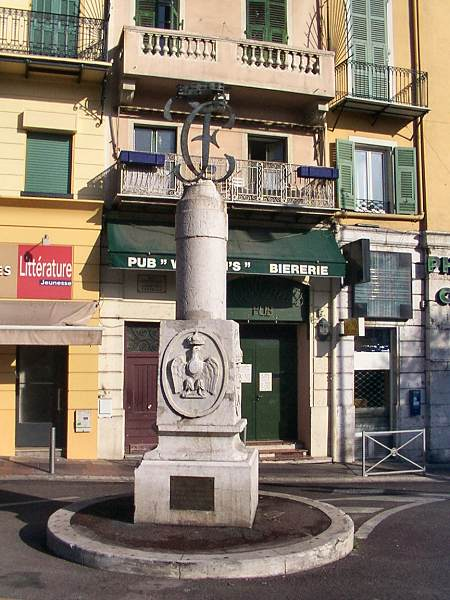

锁匠纪念碑（Monument des Serruriers）位于法国尼斯，1827年由该市锁匠行会树立，以纪念卡洛·费利切在1826年的来访。它最初位于卡洛·费利切广场，1987年迁往让饶勒斯大道和中央街的拐角处。2007年修建尼斯电车轨道时拆卸并迁址修复。